# Miguel Ángel Carrizo
Miguel Ángel Carrizo (San Luis, Argentina, 21 de mayo de 1977) es un exfutbolista argentino, la última temporada jugó de defensor en Estudiantes de San Luis.

## Clubes
| Club                         | País      | Año         | PJ  |
| ---------------------------- | --------- | ----------- | --- |
| Estudiantes de San Luis      | Argentina | 2000 - 2002 | 5   |
| Juventud Unida Universitario | Argentina | 2002 - 2004 | 25  |
| Estudiantes de Río Cuarto    | Argentina | 2004 - 2011 | 161 |
| Estudiantes de San Luis      | Argentina | 2012 - 2014 | 44  |

## Palmarés
| Título              | Club                      | País      | Año  |
| ------------------- | ------------------------- | --------- | ---- |
| Argentino B 2008/09 | Estudiantes de Río Cuarto | Argentina | 2009 |
| TDI 2012            | Sportivo Estudiantes      | Argentina | 2012 |
| Argentino B 2012/13 | Sportivo Estudiantes      | Argentina | 2013 |